# جزین (بختگان)
جزین، روستایی در دهستان آباده طشک بخش مرکزی شهرستان بختگان در استان فارس ایران است.

## جاذبه های گردشگری
از جاذبه های گردشگری این روستا می‌توان به تنگه جزین، قله دالنشین،میان کوه،چاه کاظم،مارمازون، تل یتیمو، نهالستان فدک الزهرا و جنگل بادام کوهی اشاره کرد.

## جمعیت
بر پایه سرشماری عمومی نفوس و مسکن در سال ۱۳۹۵، جمعیت این روستا برابر با ۷۳۵ نفر (۲۳۲ خانوار) بوده است.